# Vauxbuin
Vauxbuin är en kommun i departementet Aisne i regionen Hauts-de-France i norra Frankrike. Kommunen ligger  i kantonen Soissons-Sud som ligger i arrondissementet Soissons. År 2022 hade Vauxbuin 771 invånare.

## Befolkningsutveckling
Antalet invånare i kommunen Vauxbuin
Referens: INSEE